# Jacqueline Coudère
Jacqueline Coudère (ca. 1941) is een Belgisch voormalig bowler.

## Levensloop
In 1969 behaalde ze met het 'Team of five' (voorts samengesteld uit Maria Christiaens, Lea Verstappen, Nadine Payeur, Agnes Vandenbergh) brons op de Europese kampioenschappen te Kopenhagen. Op het EK van 1977 te Helsinki behaalde ze zilver met Belgische 'Team of six' (verder bestaande uit May Lenaerts, Nora Haveneers, Pats Pauwels, Nicole Maes, Carine Adriaenssen).
In 1981 won ze (met Nora Haveneers en Tina Drees) goud in het onderdeel 'trios' en 'doubles' (met Nora Haveneers) op de Europese kampioenschappen te Frankfurt. Tevens won ze er zilver op de 'team of five' (samen met Nora Haveneers, Tina Drees, Maria Jansen, Solange Devillers en Nicole Maes) en zilver op het 'women all event'.
Coudère was afkomstig uit Antwerpen.